# Мусташ, Жозе
Жозе́ Муста́ш (фр. José Moustache; 2 марта 1932, Пуэнт-а-Питр, Гваделупа — 7 февраля 2013, там же) — политик, президент регионального совета Гваделупы (1983—1986).

## Биография
- 1965—1995 и 2001—2006 гг. — мэр Анс-Бертрана,
- 1978—1981 гг. — депутат Национального собрания Франции от Гваделупы,
- 1983—1986 гг. — президент регионального совета (глава правительства) Гваделупы.